# Komjátszeg
Komjátszeg (románul: Comșești, korábban Comițig) falu Romániában, Erdélyben, Kolozs megyében.

## Fekvése
Kolozsvártól 13 km-re délkeletre fekszik.

## Nevének eredete
Magyar nevének előtagja szláv eredetű. A mai román nevet a hasonló hangzás alapján a Comșa személynévhez igazították. Történeti névalakjai: Komiatzek (1355), Kamyadzeg (1366), Komyadzegh (1442) és Komyttszegh (1587).

## Története
A középkorban magyar lakosságú falu volt és még a 17. században is unitárius kisnemesek lakták. Unitárius egyháza mindig Tordatúrhoz tartozott, a lelkész Túron, a kántor Komjátszegen lakott. Legnagyobb birtokosai 1785-ben a Bethlen, a Jósika és a Komjátszegi családok voltak. Torda, 1876 és 1919 között Torda-Aranyos vármegyéhez tartozott.
1936 és 1942 között Buzogány Kálmán unitárius lelkész parókiát és iskolát építtetett.

## Népessége
- 1785-ben 267 lakosa volt. A görögkatolikusok összeírása 1790-ben 231, az unitáriusoké ugyanazon évben 37 hívőt talált.[4]
- 1850-ben 487 lakosából 254 volt román, 173 magyar és 60 cigány nemzetiségű; 313 görögkatolikus, 130 unitárius, 35 római katolikus és 7 református vallású.
- 1900-ban 596 lakosából 355 volt román és 241 magyar anyanyelvű; 347 görögkatolikus, 198 unitárius, 25 református, 12 római katolikus és 8 ortodox vallású.
- 2002-ben 240 lakosából 175 volt román és 65 magyar nemzetiségű; 167 ortodox, 59 unitárius és 8 római katolikus vallású.

## Látnivalók
- Unitárius templom (19. század).

## Híres emberek
- Kelety Gusztáv festőművész 1901-ben komjátszegi előnévvel kapott nemességet.